# Vesica piscis
Vesica piscis (лат. рыбий пузырь) — фигура, образованная пересечением двух кругов с одинаковым радиусом, наложенных так, что центр одного лежит на окружности другого.
Иногда термин применяется в более широком смысле для обозначения линзы как геометрической фигуры.

## Математическое описание
Математическое соотношение высоты и ширины фигуры равно {\displaystyle {\sqrt {3}}} или 1,7320508… (если нарисовать прямые линии, соединяющие центры обеих окружностей и вершины фигуры, получатся два равносторонних треугольника). Дроби 265:153 = 1,7320261… и 1351:780 = 1,7320513… являются наиболее близкими к этому значению рациональными числами. Архимед в работе Измерение круга пользуется этими дробями как верхней и нижней границей значения числа.
{\displaystyle {\tfrac {1351}{780}}>{\sqrt {3}}>{\tfrac {265}{153}}\,.}

## В мистицизме
Vesica piscis в разные периоды истории была предметом мистических спекуляций. В сакральной геометрии считается основой цветка жизни, некоторые каббалисты считают, что на основе vesica piscis построено древо жизни. Сторонники некоторых учений Нью-Эйдж отождествляют её с йони и считают символом женских гениталий
- Цветок жизни
- Каббалистическое древо жизни

Один из исследователей считает, что образ Vesica Piscis как сакрального знака вдохновлён наблюдением солнечных затмений. Древние египтяне использовали этот образ в своей сакральной геометрии. Архитекторы и художники копировали его в своих работах, выражая тем самым свои религиозные верования. Эту традицию пронесли сквозь века масоны.

## Использование
Используется в иконописи и в христианском искусстве для обозначения ауры святого, которая называется мандорла.
Широко используется в различных орнаментах, например, Болнисский крест.
Vesica piscis использовалась как символ в масонстве, наиболее известно употребление в нагрудных украшениях во время церемоний. Считалась также подходящей формой для печатей масонских лож.

## Галерея
- Иллюстрация из средневекового манускрипта
- Барельеф XIII века
- Иисус Христос (фреска)
- Эмблема Гуама
- Печать аббатства
- Мадонна с ангелами
- Источник Chalice Well[англ.], Холм Святого Михаила